# 차나무

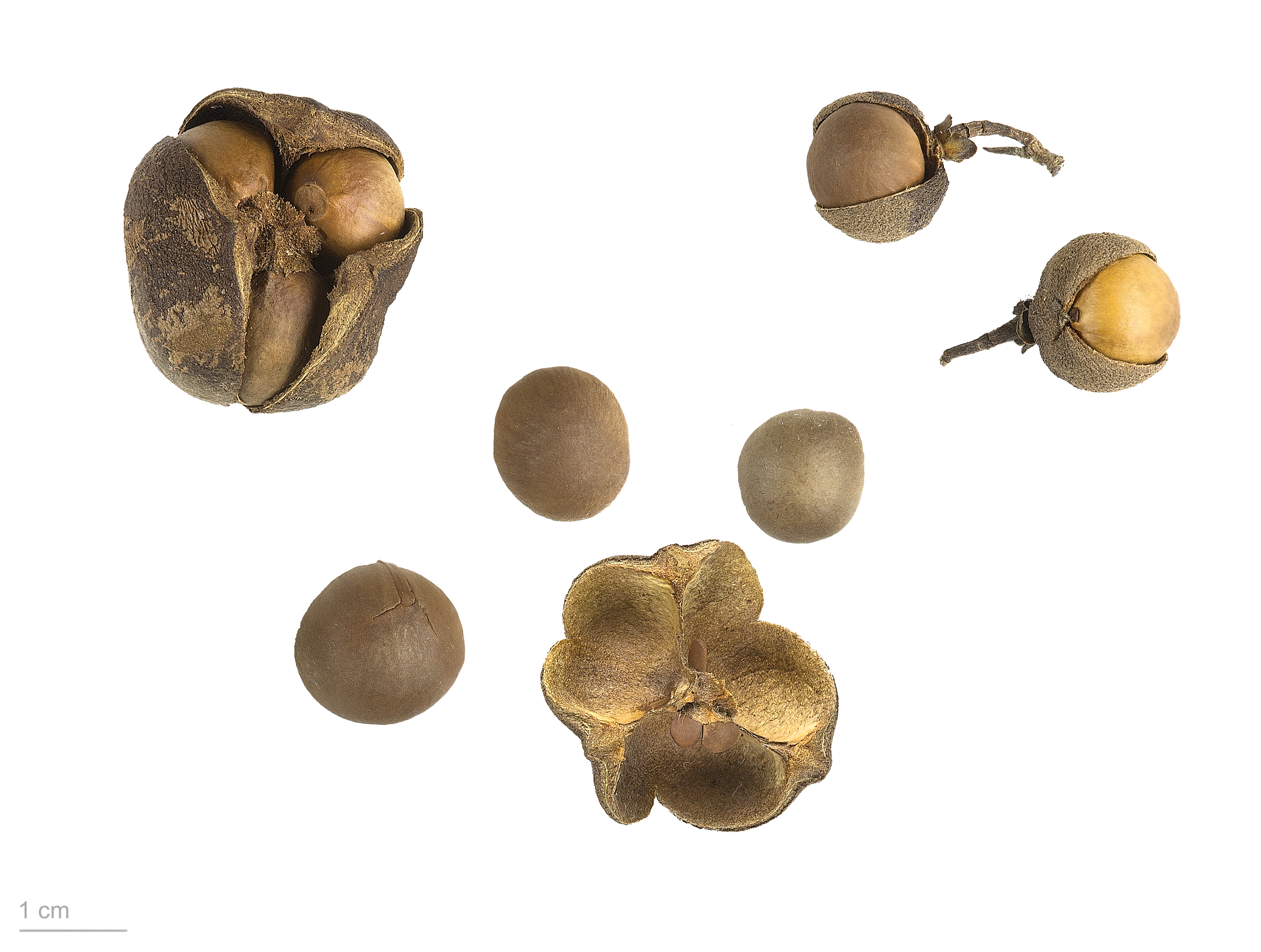
Camellia sinensis

차나무(茶-)는 상록의 활엽관목으로서, 학명은 Camellia sinensis이다. Camellia 동백나무속을 뜻한다. 한국에서는 주로 녹차로 이용되는 Camellia sinensis var. sinensis이 전라도, 경상도, 제주도에서 재배되고 있다. 홍차용으로 주로 이용되는 Camellia sinensis var. assamica은 인도, 스리랑카 등지에서 재배된다. 차의 주재료이다.

## 특징
아열대 상록 관목이다. 환경에 따라 작은 교목으로 자라기도 한다. 수확의 편의를 위해 1미터 내외 높이로 다듬는다. 가지가 많이 갈라진다. 1년생 가지는 흰색이며 잔털이 있고, 2년생 가지는 회갈색이며 털이 없다. 잎은 보통 어긋나며 피침상 장타원형으로 표면은 녹색의 엽맥이 들어갔고 뒷면은 회녹색으로 맥이 튀어나왔으며 양면에 털이 없다. 꽃은 10-11월에 피고 지름 3-5cm로서 흰색이며 향기가 있고 1-3개가 액생하거나 가지 끝에 달린다. 열매는 이듬해의 가을에 익으며 종자는 둥글고 단단하다.
원산지는 중국의 쓰촨성·윈난성·구이저우성으로부터 미얀마, 인도의 아삼 지방으로 이어지는 산악지대인 것으로 추정된다.

## 한국에서 차의 역사
한국에는 《삼국유사》에 따르면 가락국 김수로 왕의 왕비가 된 아유타국의 허황옥 공주가 종자를 가져와서 김해의 백월산에 있는 죽림내에 심었다고 하고, 《삼국사기》에는 828년(흥덕왕 3)에 대렴(大廉)이 당나라에서 종자를 들여와 지리산에 심었다고 한다. 현재는 경상남도 하동군과 사천시, 전라남도 지역의 장흥군·영암군·보성군·구례군·순천시·광주시 등이 주산지이며, 총생산량 중 일부 수출을 제외하고는 거의 전량이 녹차 및 음용차로 만들어져 국내에서 소비된다.

## 한국에서 차의 재배
번식력이 강하고 병충해에 강하므로 재배상 어려움은 적다. 기후조건은 북위 40°이며, 연평균 기온이 13 °C 이상이어야 좋다. 강우량은 1,300-1,500mm가 적당하며, 높이는 200m 이하에서 좋은 생장을 보인다. 토양의 산도는 pH 4.5-6이 적지이며 사질 양토가 좋다.
번식은 종자를 이용하거나(실생법)과 본체의 클론을 만드는 방법으로 꺾꽂이·취목법·분주법 등을 이용한다. 실생법은 10월 중에 채취한 종자를 그늘에 말려 이듬해 봄까지 노천매장한다. 이듬해 봄 3월에 노지에서 꺼내어 조파(條播)한다. 흙덮기(복토)는 젖은 모래로 두껍게 하는 것이 좋다. 파종 후에는 볕가림을 해주고 발아한 뒤에는 제초 및 솎음으로 생장을 촉진시킨다. 꺾꽂이는 가장 간편한 방법으로 건전한 가지를 선택하여 3-5cm 정도의 길이로 삽수를 만든다. 삽수를 묘상에 꺾꽂이할 때에 잎의 하나는 지면에 거의 닿게 꽂아준다. 이렇게 하여 생산된 묘를 이듬해 봄에 식재한다.
약 5년 정도 생육하면 형태가 고정된다. 생육을 촉진시키고 수확량과 제차품질을 향상시키기 위해서는 시비를 해야 한다. 차나무는 일반적으로 질소의 요구도가 높은데, 이때 너무 많은 질소를 시비하면 차의 향기가 저하된다.
차나무는 어느 정도 병충해에 강하지만 심한 해를 받을 경우 수엽량이 떨어지고 제차품질도 저하된다. 병해로는 떡잎병·백성병·적엽고병·백문우병 등이 있는데 주로 잎과 뿌리에 발생하며 피해를 준다. 방제는 석회유황동액과 목회액 등으로써 소독하여 구제한다. 품종은 인도의 아삼종, 미얀마의 산종, 중국의 대엽종과 소엽종 등 네 종류가 있다. 한국에는 대엽종·소엽종과 이들의 잡종이 식재되고 있다.
차나무의 잎은 차 생산에 사용된다. 차잎은 카페인·타닌·질소·단백질, 비타민 A와 C, 무기염류 등을 함유하고 있어 각성작용과 이뇨·강심·해독·피로회복 등 인체에 이로운 약리작용을 한다. 차나무의 종자는 화장품과 식용으로도 이용되며, 씨앗에서 짜낸 기름은 비료나 가축의 사료로도 쓰이고 비누의 대용으로 쓴다.

### 재배 환경
차나무의 일생은 씨의 발아로부터 혹은 꺾꽂이으로부터 시작하게 되며 신초의 생장, 화아분화, 개화, 결실 등을 거치면서 노화와 기능 저하, 개식 및 기상환경의 악화 등에 의해 일생을 마치게 된다. 현재 재배되고 있는 차들은 3~5년의 유목기간 동안에 기계수확이 가능하도록 수형을 잡고 매년 3~4회 수확을 한다. 수확을 반복하다보면 가 상승하여 가지가 가늘어지고 잎이 작아져 3~5년에 한 번씩 정지를 하며, 갱신을 실시하게 되면 30여 년간 용이하게 경제적인 재배를 계속할 수 있다. 차는 신초와 잎을 수확의 대상으로 하는 식물로서 자연 상태에서는 봄, 여름, 가을에 걸쳐 지상부와 지하부가 생장하는 생장 주기를 갖고 있다.
차 재배적지의 연평균 기온은 13~16 °C 이고 겨울 최저 평균온도가 -5 °C ~ -6 °C 이상의 지역이 좋으며 최저 극기온이 -13 °C ~ -14 °C 이하가 되면 청고현상과 적고현상 등 차나무의 뿌리 윗부분이 갈라지는 (열상형) 동해로 인한 피해가 심하여 차나무 줄기 부분의 동사 내지 전체가 고사되는 경우가 많아 경제적인 재배가 어렵다.
차나무에서 최종적인 목표 산물은 열매가 아닌 신초(새싹)이며 신초 생장에 필요한 요인은 광, 온도, 수분이 필요하다. 차재배를 위해서는 연강수량이 1,500mm 이상, 연간최저 1,300mm 이상이 필요하며 3월~10월 생육기 중에 1,000mm 이상 내려야 한다. 특히 3~4월 첫물차 생육기에 강수량이 적을 경우 맹아가 늦어지고 수량에도 영향을 주므로 비가 적은 지역에서는 스프링클러 등에 의한 관수가 필요하다. 7월중~9월초에는 수분 증발이 많으므로 차나무의 생육을 촉진하기 위해서는 강수량이 많아야 차나무 생육에 좋다.

## 한국 재배 품종 특징

### 재래종
우리나라 남부지방 곳곳에 자생되고 있으며 소엽종 계통으로 기록에 의하면 서기 828년 대렴이 중국에서 차종자를 들여와 지리산 자락에 심었다는 설이있지만 그 이전부터 있었다는 학자도 있다. 자생지는 주로 대나무 숲이나 덤불속, 사찰 주변에 분포하고 있으며 평균기온 13 °C를 잇는 온도선 이남인 전북 선운사,전남,경남,제주일원에 한정되어 자생되고 있다. 잎 형태는 타원형이 많으나 오랜 세월동안 지역의 환경에 따라 분화 적응되어 여러 가지 다른 모양을 나타내고 있다. 고산 지대 일수록 잎의 길이와 폭이 좁고 적으며, 평지의 경우 고산 지대 보다 길고 크다. 추위와 질병에 강한 편이며 맛과 향이 진한 편이다. '보향'등 여러 품종이 등록이 되어있는데 야생에 산개해있는 개체가 압도적으로 많아서 작업이 길어지고 있다.

#### 보향(寶香)
보향은 1994년 전남 승주군 낙안면 야생 차밭에서 수집하여 1997년에 우량계통으로 선발후 특성검정을 통하여 우리나라 최초로 전남농업기술원 차시험장에서 육성하였다. 숙기는 중생종으로 내한성은 강하지만 연평균 온도 13 °C이상 지역인 남부해안 지역인 전남, 경남, 제주에 적합하고 산간 남부내륙지방은 수광 태세가 좋은 남향에 재배해야 하며 내병성인 탄저병, 겹둥근무늬병은 강하고 내충성은 중 정도이다. 수형은 직립형으로 수세가 강하며 특히 신초 생장이 균일하고 양호하여 기계화 재배에 용이한 품종이다. 100 아중은 29g이었으며 첫물차기에 생장했던 새싹이 두물차 수확기까지 갈변하는 율은 65%로 늦은 편으로 수확기 지연 시 생산물 품질 저하가 현격히 떨어짐이 적은 품종이다. 엽중에는 아미노산 함량이 많은 품종으로 기호성이 좋은 차를 희망하는 재배자가 선호하는 품종이다.

#### 명선(茗禪)
명선은 1994년 전남 여수시 돌산에서 수집 1997년에 우량계통으로 선발 후 특성검정 및 생산력 검정을 통하여 2001년에 전남농업기술원 차시험장에서 육성하였다. 수형(나무퍼짐성)은 옆으로 퍼지는 개장형으로 잎은 매우 적은 소엽종에 속하고 100 아중은 21g으로 낮은 편이며 신초 발생도 중 정도로 수량성이 낮은 품종이지만 엽중에 탄닌 함량이 높아 기능성 차로 적합한 품종이다. 차를 수확하는 숙기는 만생종인 품종이다. 엽색은 진한 녹색을 띄고 있으며 엽 두께도 두꺼운 편이다. 특히 내한성은 매우 강한 품종으로 내병성인 탄저병, 겹둥근무늬병은 매우 강했으며 내충성은 중 정도의 내성을 보였다.
제다후 적성은 형태, 색택, 향, 맛은 양호하며 수색, 외관은 중 정도이다.

#### 참녹
1994년에 경남 하동군 악양면 정서리에서 수집하여 1997년에 우량계통으로 선발 후 특성검정 및 생산력 검정을 통하여 2001년에 전남농업기술원 차시험장에서 육성하였다. 수확기는 조생종으로 차나무 퍼짐성은 직립형으로 수세가 강하여 수량성이 높은 품종이다. 내한성은 강한 편이지만 연평균 온도 13 °C 이상 되는 남부 해안 지대인 전남, 경남, 제주에 적합하고 산간내륙 지방은 수광 태세가 좋은 남향에 심어야한다. 엽색은 진한 녹색을 띄우며 번식 시 발근율은 양호한 편이다. 내병성인 탄저병, 겹둥근무늬병은 강하고 포장에서의 내충성도 강한 편이었다. 엽중에 카페인 함량이 적어 저카페인 품종으로 적합한 품종이다. 제다 후 적성은 형태, 향, 맛, 등 모두 양호하여 우리나라 기호성 차 품종으로 적합한 품종이다.

#### 선향
1993년 구례군 토지면에서 수집하여 보성 57호로 육성하여 등록한 품종으로 중생종으로 덖음차에 적당하다. 수세는 강건하고 직립이며 절간장이 길고 분지수가 많다. 성엽은 타원형이고 잎이 약간 작으며 잎은 광택이 있다. 신아는 약간 크고 수량은 야부기다종 보다 약간 많다. 내한성이 강하며 탄저병과 겹둥근 무늬병에 강한 편이다. 품질은 수색이 좋고 향은 온화한 편이다

#### 미향
1993년 장흥군 유치면에서 수집하여 보성100호로 육성하여 등록한 품종으로 중생종으로 찐차, 가루차용으로 적당하다. 수세는 강건하고 직립이며 절간장이 길고 분지수가 많다. 성엽은 장타원형이고 잎이 약간 크며 잎은 황녹색의 광택이 있다. 신아는 약간 크며 수량은 야부기다 보다 약간 많다. 내한성이 강하며 탄저병과 겹둥근무늬병에 강한 편이다. 품질은 수색이 좋고 향은 온화한 편으로 독특한 품종이다

### 야부기다종
일본 시즈오카현에서 재배하던 차밭에서 선발한 품종이다. 일본 재래종의 실생으로부터 1953년 선발 육성한 품종으로 중생종이며 수세는 강하고 직립성이다. 잎형태는 타원형으로 크고 광택이 있으며 녹색이고, 어린잎은 장타원형으로 무거운 편이다. 수량은 많으며 삽목 발근성이 좋고, 추위에는 다소 약하고 탄저병, 겹둥근무늬병에 약하다. 재래종에 비해 신선한 향이 강하며 맛은 부드럽고 떫은 맛이 적어 찐차 제조에 적합한 품종이다. 지역 적응성은 강하지만 여름철 두물차의 품질이 저하되므로 차밭 관리에 주의하여야 한다. 일본에서 점유 비율은 80%이상이며 우리나라에서는 강진 성전면 월남리와 해남 계곡면, 제주도 서광,도순,한남 지역에 장원 산업에서 재배하고 있다.

### 후슌종
1991년 등록된 품종으로 야부기다보다 20 %정도 다수확 품종이며 내한성이 강하고 내병성은 탄저병에 약간 강하며 겹둥근 무늬에도 강하다. 야부기다종보다는 조금 더 채엽시기와 환경에 따라 차의 맛과 향이 차이가 많이 나는 특징이 있다.한국에서는 제주도에서 재배되고 있다.

## 찻잎의 사용
다 사용하고 난 찻잎은 식물 비료로 사용하기도 한다.

## 같이 보기
- 한약
- ISO 3103
- 스리랑카의 차 생산